# Alternative dance
L'alternative dance è un genere musicale che incorpora elementi di generi come alternative rock e indie rock ad altri di matrice più dance e musica pop. Esso comprende in sé più varianti, accomunate dalla fusione di elementi. La struttura melodica delle canzoni è simile a quella di band alternative rock e soprattutto indie rock, ma ha basi ed aspetti affini alla dance tradizionale, con largo uso di sintetizzatori e campionature, anche se presenta più sperimentazioni nelle liriche anticonvenzionali, nei tempi e nelle tecniche, e tende ad essere influenzato anche da altri generi. Le influenze principali che più hanno contribuito alla nascita del genere sono quelle synth pop, acid house e trip hop.
I pionieri di questo genere sono considerati i britannici New Order, con i loro lavori risalenti ai primi anni ottanta pesantemente influenzati dal post-punk e dal synth pop. Successivamente furono i The Prodigy, con il loro album The Fat of the Land (1997), a portare al successo internazionale il genere.
L'alternative dance contribuirà, tra gli anni ottanta e novanta, alla nascita di generi come il madchester, fortemente influenzato dalle sue stilistiche.